# ژان د آلسی
ژان د آلسی (به فرانسوی: Jeanne d'Alcy) (زاده ۲۰ مارس ۱۸۶۵ – درگذشته ۱۴ اکتبر ۱۹۵۶)، از اولین بازیگران زن سینمای فرانسه بود. او همسر بازیگر و کارگردان پیشرو فرانسوی ژرژ ملی‌یس بود. آن‌ها در ۱۹۲۶ ازدواج کردند و زندگی مشترکشان تا زمان مرگ ملی‌یس در ۱۹۳۸ ادامه داشت.
ژان د آلسی، با نام تولد شارلوت لوییس ماری آدل استفانی آدرین فائس در سن-سن-دنی زاده شد.
او در فیلم‌هایی نظیر قلعه اشباح (۱۸۹۶)، ژان دارک (۱۹۰۰) و سفری به ماه (۱۹۰۲) ایفای نقش کرد.
ژان د آلسی، در ورسای و در ۹۱ سالگی درگذشت.
در فیلم هوگو به کارگردانی مارتین اسکورسیزی، هلن مک کروری در نقش ژان د آلسی ظاهر شد.

## فیلم‌شناسی
- ملک شیطان (۱۸۹۶)
- ناپدید شدن بانو در سالن روبرت هودین (۱۸۹۶) - زن
- فاوست و مارگریت (۱۸۹۷)
- بعد از رقص (۱۸۹۷) - زن
- گالاته آ و پیگمالیون (۱۸۹۸)
- ژان دارک (۱۸۹۹) - ژان دارک
- ستون آتش (۱۸۹۹) - عایشه
- سیندرلا (۱۸۹۹) - نامادری
- کلئوپاترا (۱۸۹۹) - کلئوپاترا
- سرگرمی جدید (۱۹۰۰)
- ریش آبی (۱۹۰۱) - زن جدید ریش آبی
- سفر به ماه(۱۹۰۲)
- آلکوفریسباس دلربا (۱۹۰۳)
- ملی‌یزبزرگ (۱۹۵۲) - خودش

## کتابشناسی
- Herbert, Stephen. "Jehanne d'Alcy". Who's Who of Victorian Cinema. Retrieved 2009-07-24.